# Tschechische Philharmonie

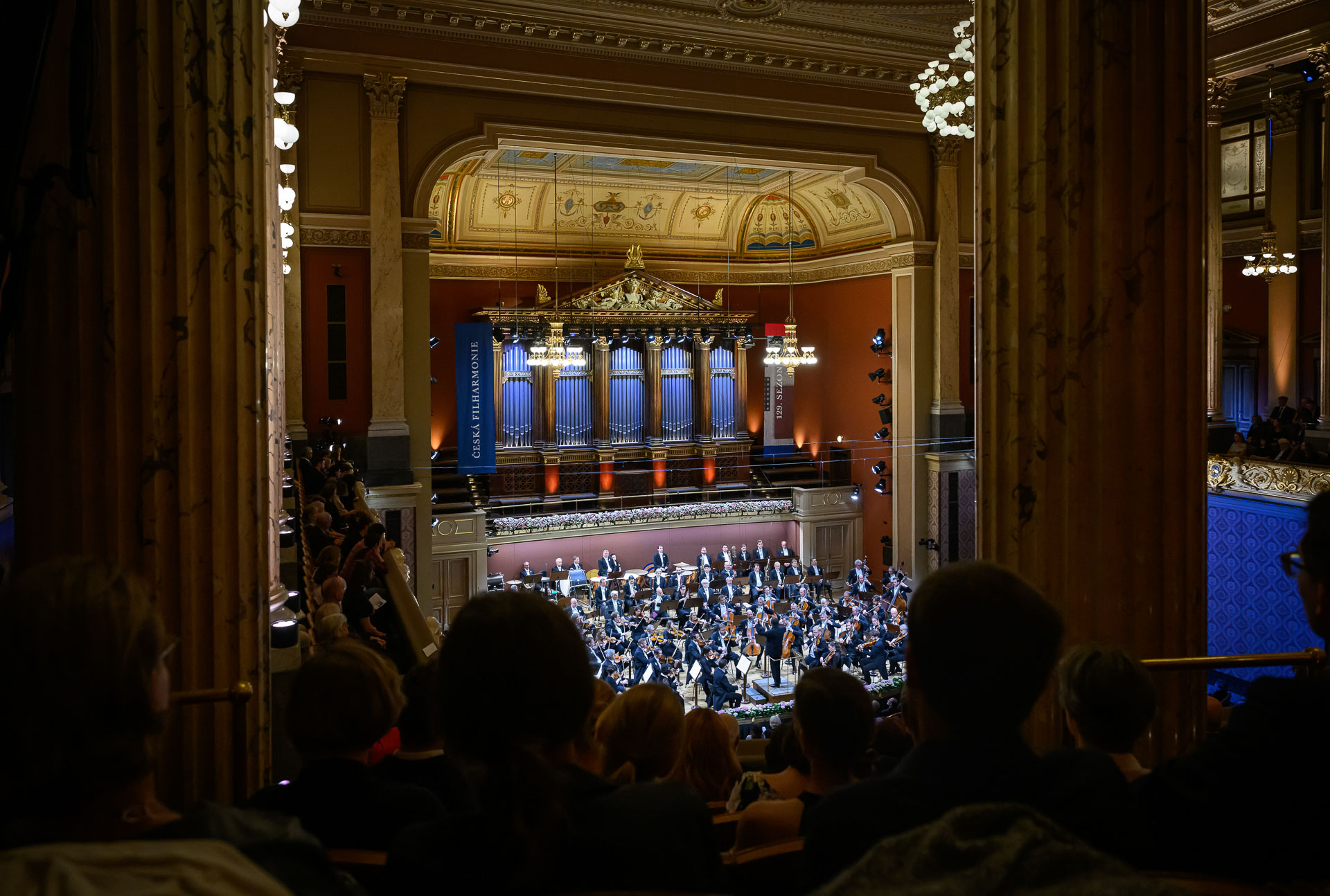
Konzert der Tschechischen Philharmonie im Rudolfinum

Die Tschechische Philharmonie (Česká filharmonie) ist ein Symphonieorchester mit Sitz in Prag im Gebäude des Konzert- und Kunsthauses Rudolfinum. Sie ist eine beitragsfinanzierte Organisation des Ministeriums für Kultur der Tschechischen Republik. Ihre Tätigkeit begann am 4. Januar 1896 mit einem Konzert unter der Leitung des Komponisten und Dirigenten Antonín Dvořák.
Chefdirigent und Musikdirektor ist seit der Saison 2018/2019 der amerikanische Dirigent russischer Herkunft Semjon Bytschkow. Die Position des Ersten Gastdirigenten bekleidet Jakub Hrůša. Sir Simon Rattle wurde für die Saison 2024/2025 zum Gastdirigent „in Ehrung von Rafael Kubelík“ berufen. Im Juni 2025 gab die Tschechische Philharmonie bekannt, dass Jakub Hrůša ab der Saison 2028/2029 ihr nächster Chefdirigent und Musikdirektor sein wird.

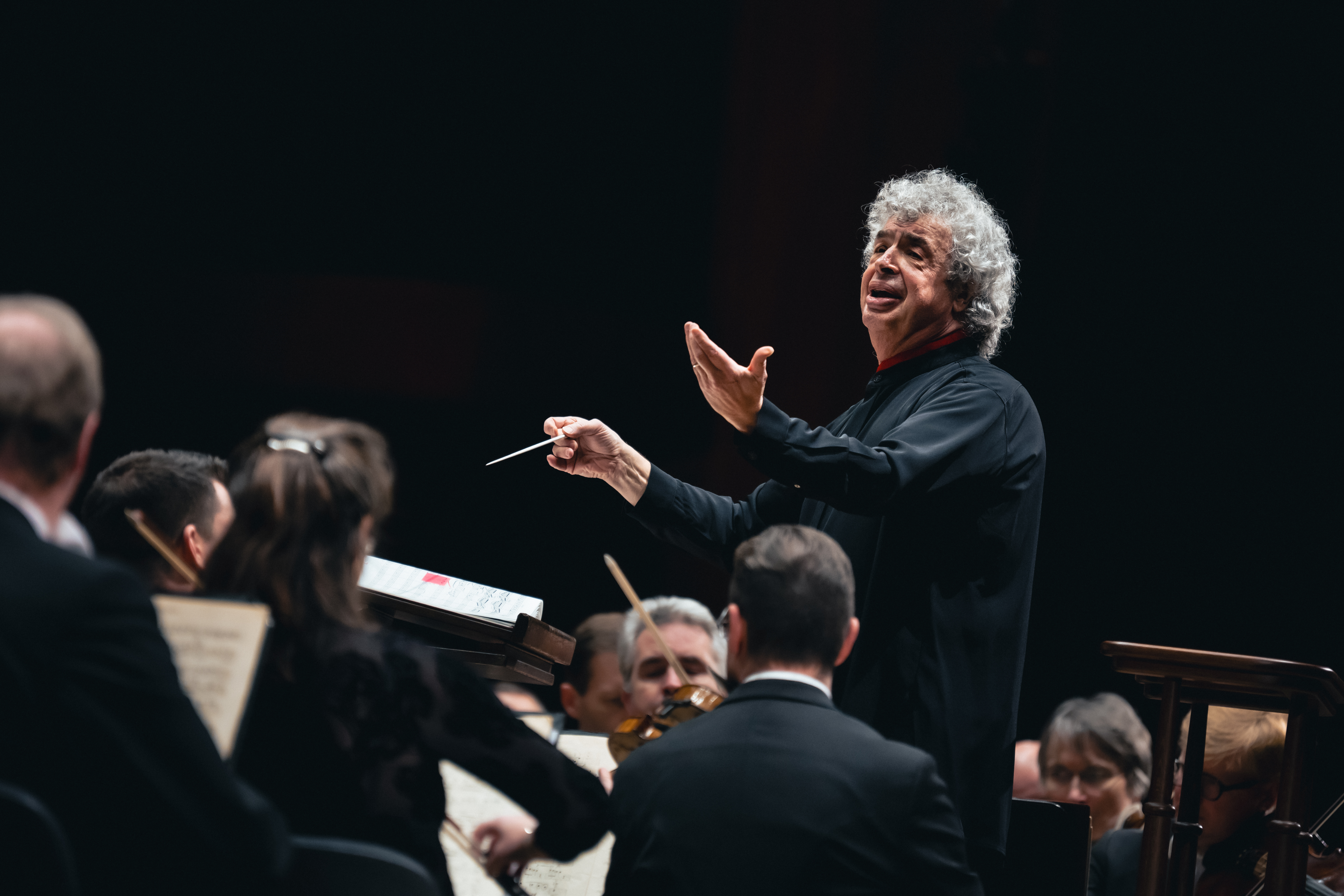
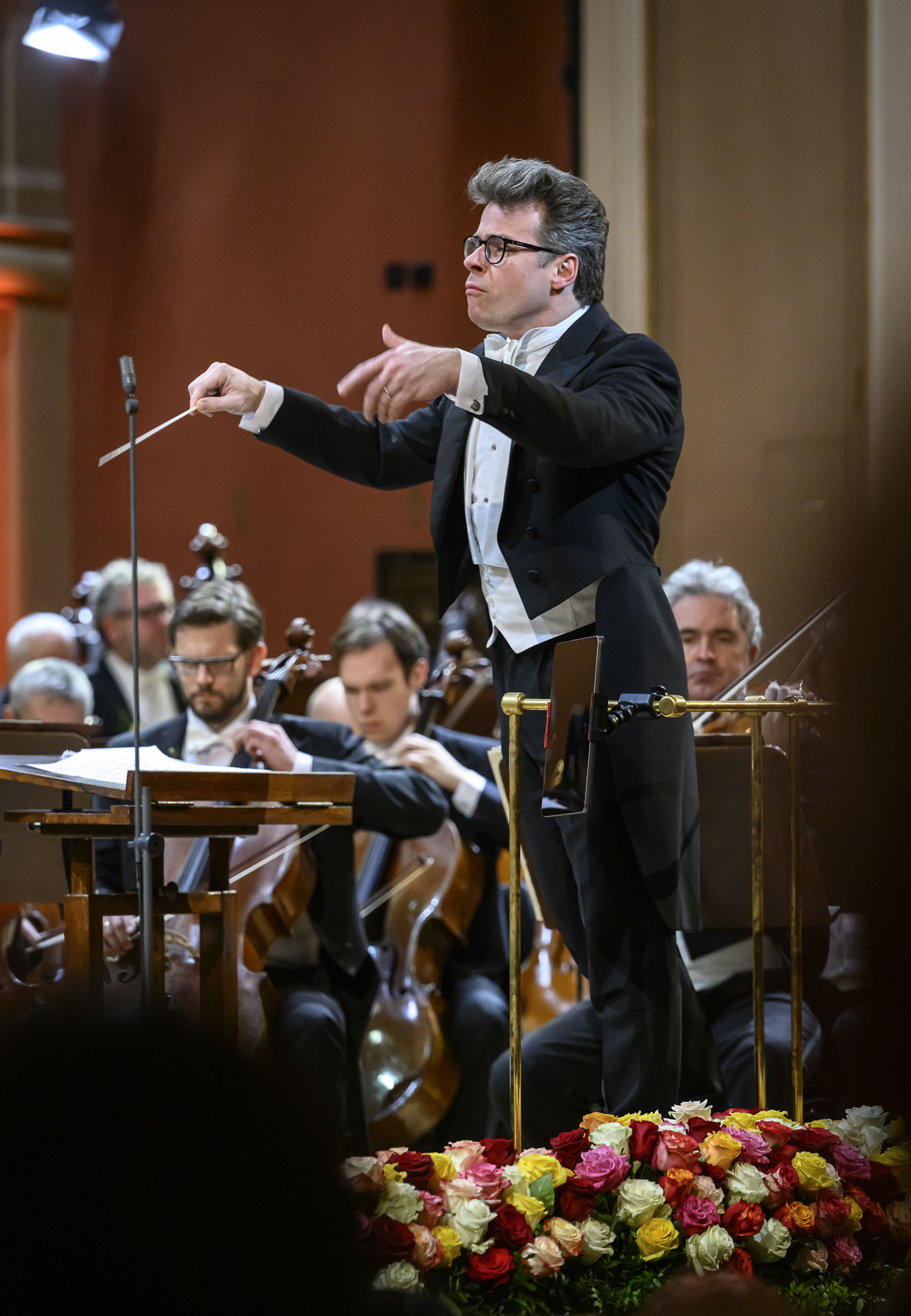
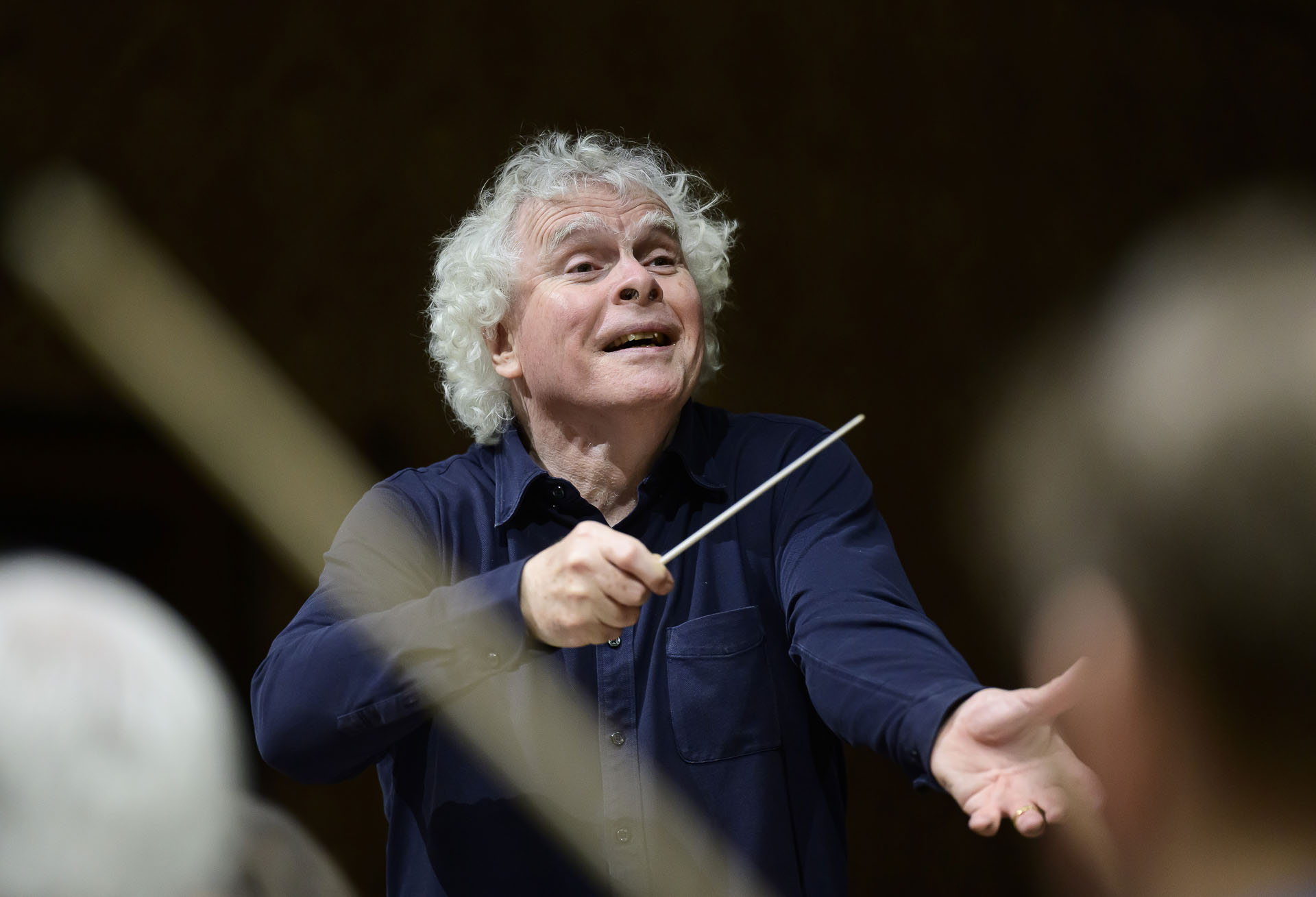

## Geschichte
(Quelle: )

### Entstehung und Anfangsjahre
Die Idee zur Gründung der Tschechischen Philharmonie reicht bis zu Bedřich Smetana zurück, der sich zu Lebzeiten dafür einsetzte, ebenso wie die Begründer der „Gesellschaft zur Unterhaltung eines großen Orchesters der Stadt Prag“ (1882). Im Jahr 1894 waren ihre Bemühungen erfolgreich, und es entstand die „Tschechische Philharmonie, Verein zur Aufwertung der Musik in Prag, sowie Pensionsverein für Mitglieder des Orchesters des Nationaltheaters in Prag, deren Witwen und Waisen“. Das erste Konzert fand am 4. Januar 1896 im Prager Rudolfinum unter der Leitung des Komponisten Antonín Dvořák statt. Es erklangen seine eigenen Werke: die Dritte Slawische Rhapsodie, die Biblischen Lieder Nr. 1–5, die Ouvertüre von „Othello“ und die Symphonie Nr. 9 „Aus der Neuen Welt“. Der Verein war eine Freizeitorganisation und bestand, wie der Name andeutet, aus Mitgliedern des Orchesters des Nationaltheaters. Alle Einnahmen flossen den Mitgliedern oder deren Familien für Pensionen und Lebensunterhalt zu.
Ein entscheidender Moment für die Entstehung der Tschechischen Philharmonie als eigenständiges Orchester war der Konflikt zwischen den Mitgliedern des Orchesters des Nationaltheaters und dem Operndirektor Karel Kovařovic. Am 9. Februar 1901 traten die Musiker (und gleichzeitig Mitglieder des Vereins der Tschechischen Philharmonie) in Streik, woraufhin sie entlassen wurden. Diese Musiker gründeten gemeinsam das Symphonieorchester Tschechische Philharmonie und wählten zu ihrem ersten Chefdirigenten Ludvík Vítězslav Čelanský (1870–1931).
Um zu überleben, musste das neue Orchester viel konzertieren, nur im Jahr 1901 49 mal in Böhmen, Mähren und Schlesien. Eine wichtige Figur der Anfangszeit war der Dirigent Oskar Nedbal, ehemaliger Bratschist des berühmten Tschechischen Quartetts, der das Orchester mit seinem musikalischen Talent und organisatorischen Fähigkeiten zu einer Zeiten leitete, als es mit anfänglichen finanziellen Schwierigkeiten zu kämpfen hatte und um sein Überleben kämpfte. Nedbal wurde bald zu einer der Stützen des Orchesters und trug wesentlich zu seiner Stabilisierung bei.

### Der Beginn der Ära Václav Talich und die Entstehung der Tschechoslowakei
Eine neue Ära in der Geschichte des Orchesters begann 1919 mit der Ernennung von Václav Talich – eines damals 35-jährigen, in Prag wenig bekannten Künstlers – zum Chefdirigenten. Am 28. Oktober 1918, dem Tag der Ausrufung der unabhängigen Tschechoslowakei, fand unter seiner Leitung im Gemeindehaus die Generalprobe zur Uraufführung der symphonischen Dichtung „Zrání“ (das Reifwerden) von Josef Suk statt. Als der Geschäftsführer der Tschechischen Philharmonie mit der Nachricht von der Unabhängigkeit in den Smetana-Saal stürmte, reagierte Talich mit den Worten: „Das ist zwar schön, aber wir müssen hier weiterproben!“
Die Uraufführung von Suks „Zrání“ fand am 30. Oktober 1918 statt und war somit das erste Konzert der Tschechischen Philharmonie in der neu gegründeten Republik. Talich erwies sich als energische und überzeugende künstlerische Persönlichkeit, die bald zur Schlüsselfigur des Orchesters wurde. Er betonte die Individualität und Lebendigkeit der Darbietung und strebte nach einem harmonischen Zusammenklingen der einzelnen Stimmen. Er war auch ein ausgezeichneter Dramaturg. In den ersten Jahren seiner Leitung unterzog er das gesamte Repertoire einer gründlichen künstlerischen Prüfung und widmete die Saison 1921–1922 tschechischen Symphonien. Regelmäßig nahm er auch Werke französischer Impressionisten sowie Mahler, Bartók und Schostakowitsch in das Programm auf.
Auslandstourneen hatten zwischen 1918 und 1938 eine besondere Bedeutung. Das Orchester wurde zum kulturellen Botschafter der jungen Republik, und seine Auftritte in Italien, Wien und Großbritannien waren stets mit wichtigen Kulturereignissen verbunden.
Nach der nationalsozialistischen Besetzung der Tschechoslowakei im Jahr 1939 sah sich die Tschechische Philharmonie gezwungen, auch Konzerte für das herrschende Regime zu spielen. So gastierte das Orchester beispielsweise im Februar 1941 auf Anweisung von Joseph Goebbels in Berlin und Dresden. In dieser schweren Zeit wurde zudem der Bratschist Zdeněk Němec von der Gestapo ermordet. Konzerte von Smetanas „Mein Vaterland“ wurden zum Symbol nationalen Protests und des Widerstandes gegen das NS-Regime. Dies führte dazu, dass diese Symphonie nicht mehr in ihrer Gesamtheit aufgeführt werden durfte (und die Teile „Tábor“ und „Blaník“ überhaupt nicht mehr gespielt werden durften).

### Rafael Kubelík: Vision und Hoffnung
Rafael Kubelík, der im Herbst 1941 Chefdirigent der Tschechischen Philharmonie wurde, war bereits während des Krieges eine Schlüsselfigur des Orchesters, das er erstmals im Januar 1934 im Alter von nur 19 Jahren dirigierte. Während des Zweiten Weltkriegs konzentrierte er sich auf Werke, die die Hoffnung und den Glauben der Bevölkerung bestärkten.
Nach dem Krieg dirigierte Kubelík am 21. Juni 1945 das „Dankeskonzert“, bei dem „Mein Vaterland“ erklang. Im November 1945 veranstaltete das Orchester ein Konzert zur Unterstützung der vom nationalsozialistischen Terror betroffenen Gemeinden Lidice und Ležáky. Während das Orchester in der Nachkriegszeit unter Kubelíks Führung stand, wurde es am 22. Oktober 1945 verstaatlicht. Kubelíks Dramaturgie konzentrierte sich auf die Aufarbeitung von vernachlässigten Werken russischer, französischer und angloamerikanischer Musik. Zu seinen Lieblingswerken gehörten jedoch Suks "Meditace na staročeský chorál Svatý Václave op. 35a” und Janáčeks „Taras Bulba“.
Unter seiner Leitung gründete die Tschechische Philharmonie 1946 das internationale Musikfestival „Prager Frühling“. Von den fünfzig Konzerten des Festivals spielte die Tschechische Philharmonie fünfzehn.

### Karel Ančerl und Václav Neumann
Nach Kubelíks Emigration im Jahr 1948 begann eine Zeit der Interimslösungen. Das Orchester wurde von Václav Neumann und Karel Šejna geleitet, die sich bemühten, das hohe künstlerische Niveau trotz politischer Repressionen des totalitären Regimes aufrechtzuerhalten.
Karel Ančerl, der 1950 die Leitung übernahm, stieß auf erheblichen Widerstand innerhalb des Orchesters, das den Dirigenten als politische Nominierung betrachtete. Letztlich gelang es ihm dennoch dank seiner Beharrlichkeit und seines künstlerischen Talents die Stimmung im Orchester zu wenden und es auf der internationalen Bühne zu etablieren. Ančerl dirigierte die Tschechische Philharmonie auf sechzig Tourneen in achtundzwanzig Ländern der Welt.
Die Ära Václav Neumanns begann im Dezember 1968 und brachte eine intensive Zusammenarbeit mit Schallplattenfirmen, in deren Folge viele bedeutende Aufnahmen, insbesondere von Dvořáks Symphonien, entstanden.

### Samtene Revolution und Rückkehr von Rafael Kubelík
Die Tschechische Philharmonie spielte im Jahr 1969 eine Rolle während der Proteste gegen die Besetzung der Tschechoslowakei durch Truppen des Warschauer Paktes im August 1968. Nach der Selbstverbrennung des Studenten Jan Palach veranstaltete sie Konzerte zu seinem Gedenken.
Im November 1989 beteiligte sich die Tschechische Philharmonie aktiv an den Protesten der Samtenen Revolution. Bei Konzerten erklangen Werke, die den Wunsch nach Freiheit und Gerechtigkeit ausdrückten. Ein unvergesslicher Moment war Beethovens 9. Symphonie, die am 14. Dezember 1989 bei einem Konzert für das Bürgerforum erklang.
Nach Jahren im Exil kehrte Rafael Kubelík im April 1990 nach Prag zurück. Seine ersten Worte nach der Rückkehr waren voller Emotionen: „Ich habe leidenschaftlich auf diesen Moment gewartet und daran geglaubt, dass er eines Tages kommen wird.“ Beim Prager Frühling dirigierte er das Eröffnungskonzert, bei dem erneut Smetanas "Mein Vaterland" erklang. Kubelíks Leitung des Orchesters dauerte bis November 1991, als er sein letztes Konzert während einer Japan-Tournee gab.

### Das letzte Jahrzehnt: Jiří Bělohlávek und Semjon Bytschkow
In den Jahren nach Kubelík erfuhr das Orchester häufige Wechsel seiner Chefdirigenten. 2012 wurde Jiří Bělohlávek zum Chefdirigenten ernannt und brachte Stabilität sowie eine neue künstlerische Vision. Unter seiner Leitung erlangte das Orchester erneut Ansehen auf internationalen Bühnen und durch Neuaufnahmen von Dvořáks Symphonien. Nach Bělohláveks Tod übernahm Semjon Bytschow die Leitung des Orchesters. Er ist seitdem weiterhin darum bemüht, das Prestige des Orchesters zu festigen, sein Repertoire um neue Werke zu erweitern und mit führenden internationalen Künstlern zusammenzuarbeiten.

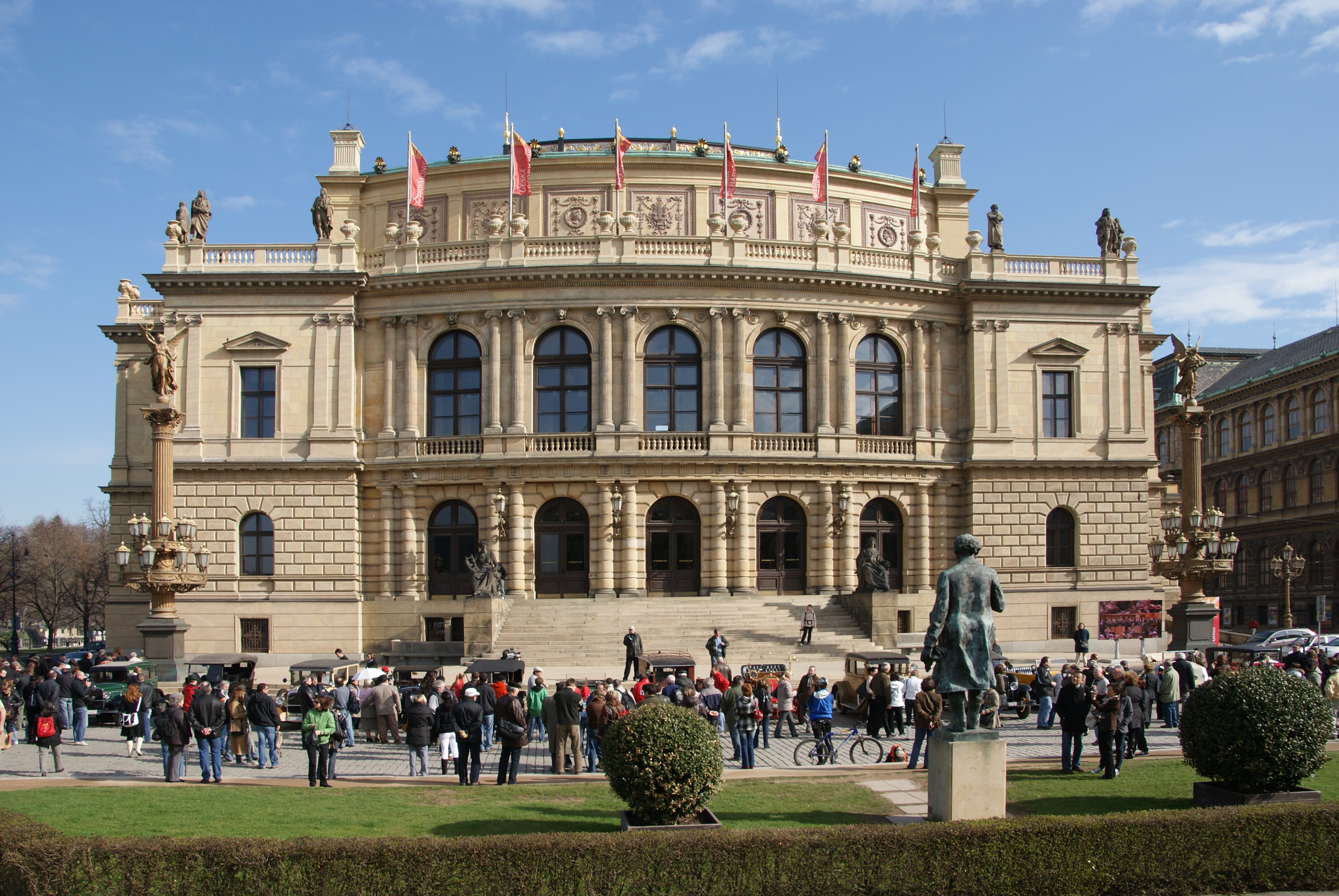
Das Rudolfinum in Prag, Sitz der Tschechischen Philharmonie

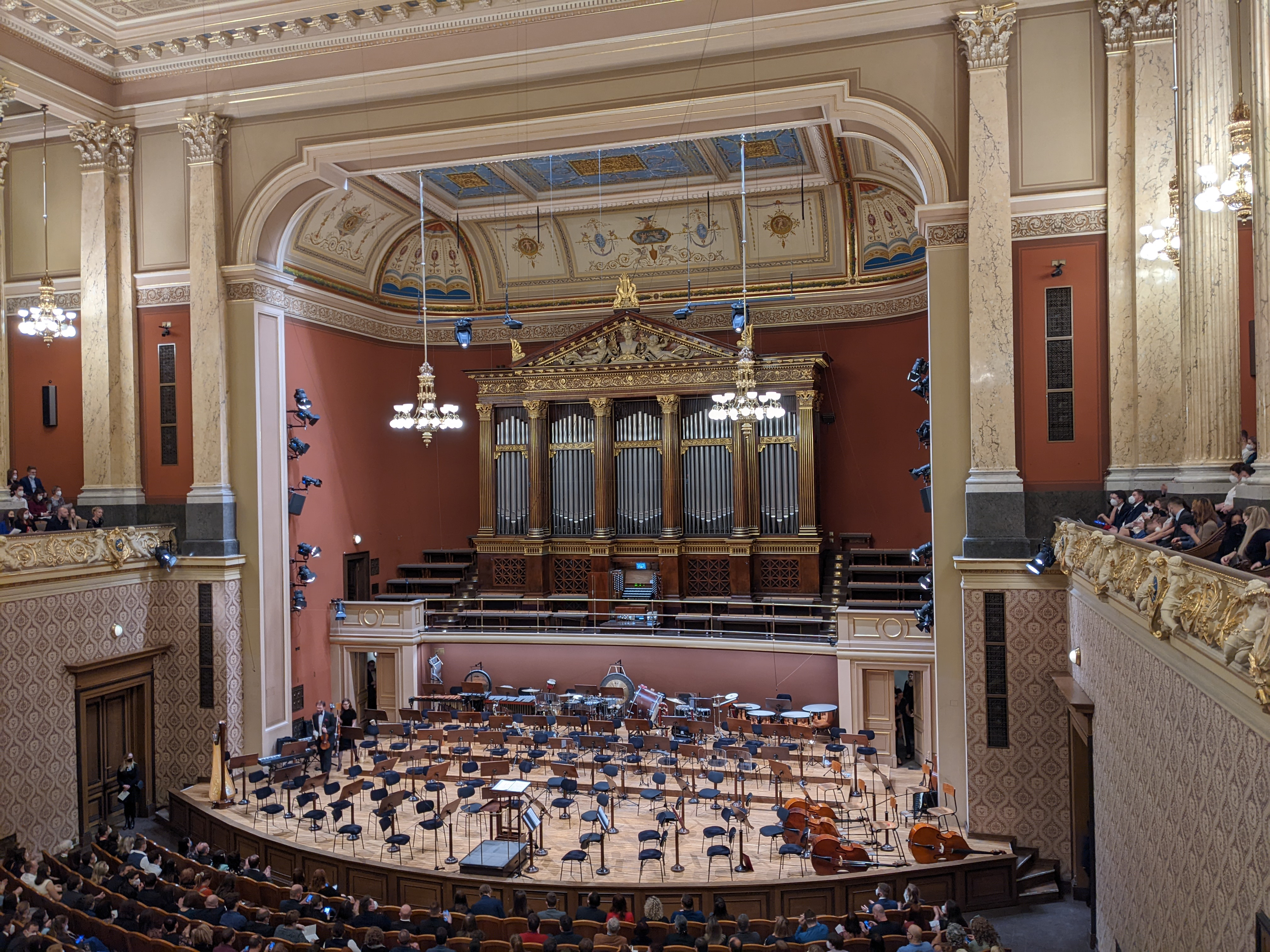
Dvořák-Saal im Rudolfinum

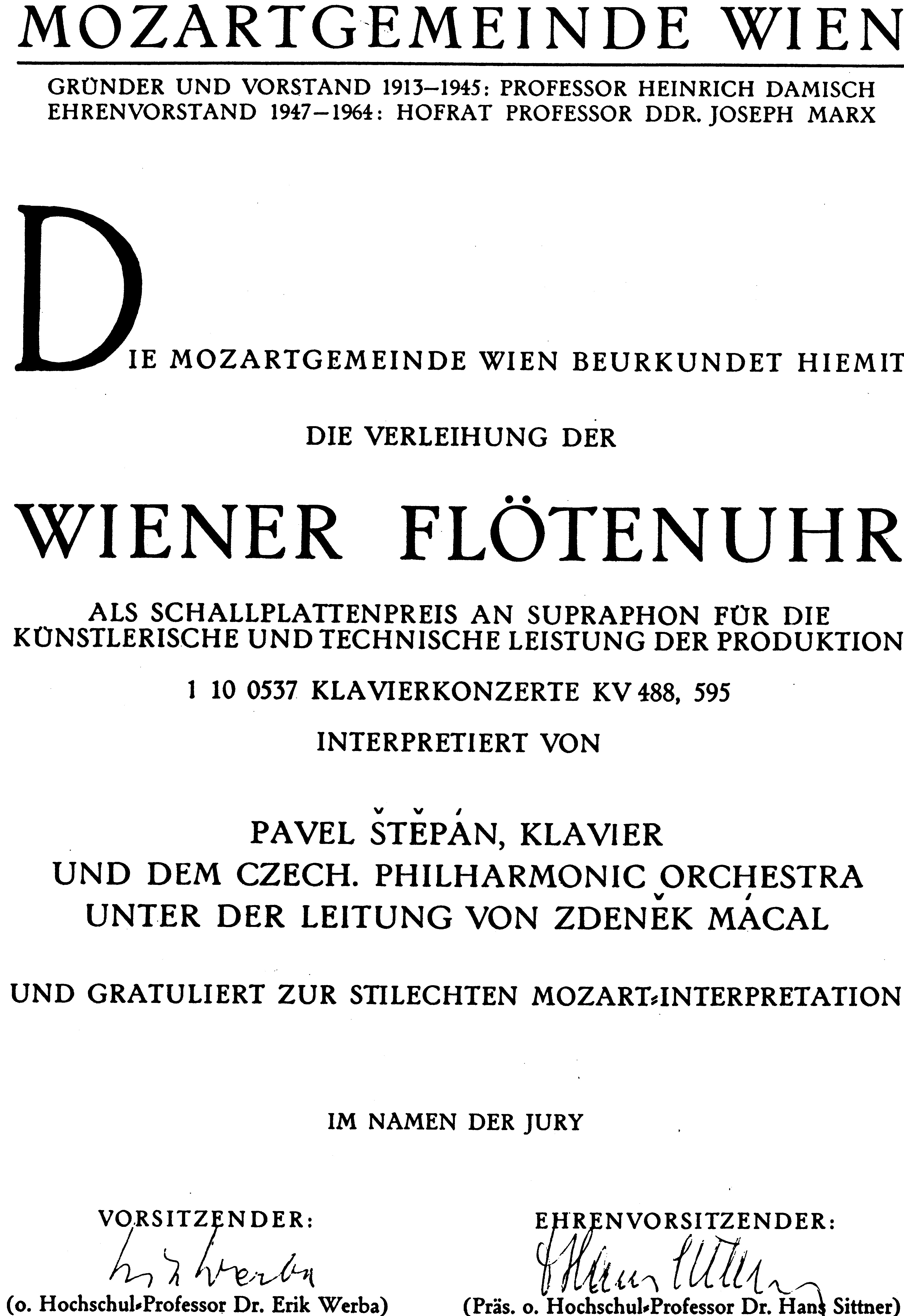
Wiener Flötenuhr 1971

## Konzerttätigkeit
Die Tschechische Philharmonie spielt pro Saison etwa 50 Konzerte in Tschechien und 30 im Ausland. Das heimische Programm ist in fünf Abonnementreihen gegliedert. Während der Saison finden auch Sonderkonzerte statt (z. B. das Konzert für Freiheit und Demokratie, Silvester- und Neujahrskonzerte oder ein Open-Air-Konzert zum Saisonende).
Dramaturgisch konzentriert sich das Orchester auf Musik des 19. und 20. Jahrhunderts, insbesondere auf tschechische Komponisten wie Dvořák, Smetana und Janáček. Dank Semjon Bytschkow findet man im Programm auch häufig Werke von Mahler und Schostakowitsch. Eine wichtige Rolle in der Programmgestaltung spielen zudem Künstlerresidenzen – in der Saison 2024/2025 war Pianist Daniil Trifonov eingeladen. Das Orchester arbeitet regelmäßig mit renommierten Dirigenten und Solisten der Welt zusammen, darunter Sir Simon Rattle, Janine Jansen, Augustin Hadelich und viele andere.

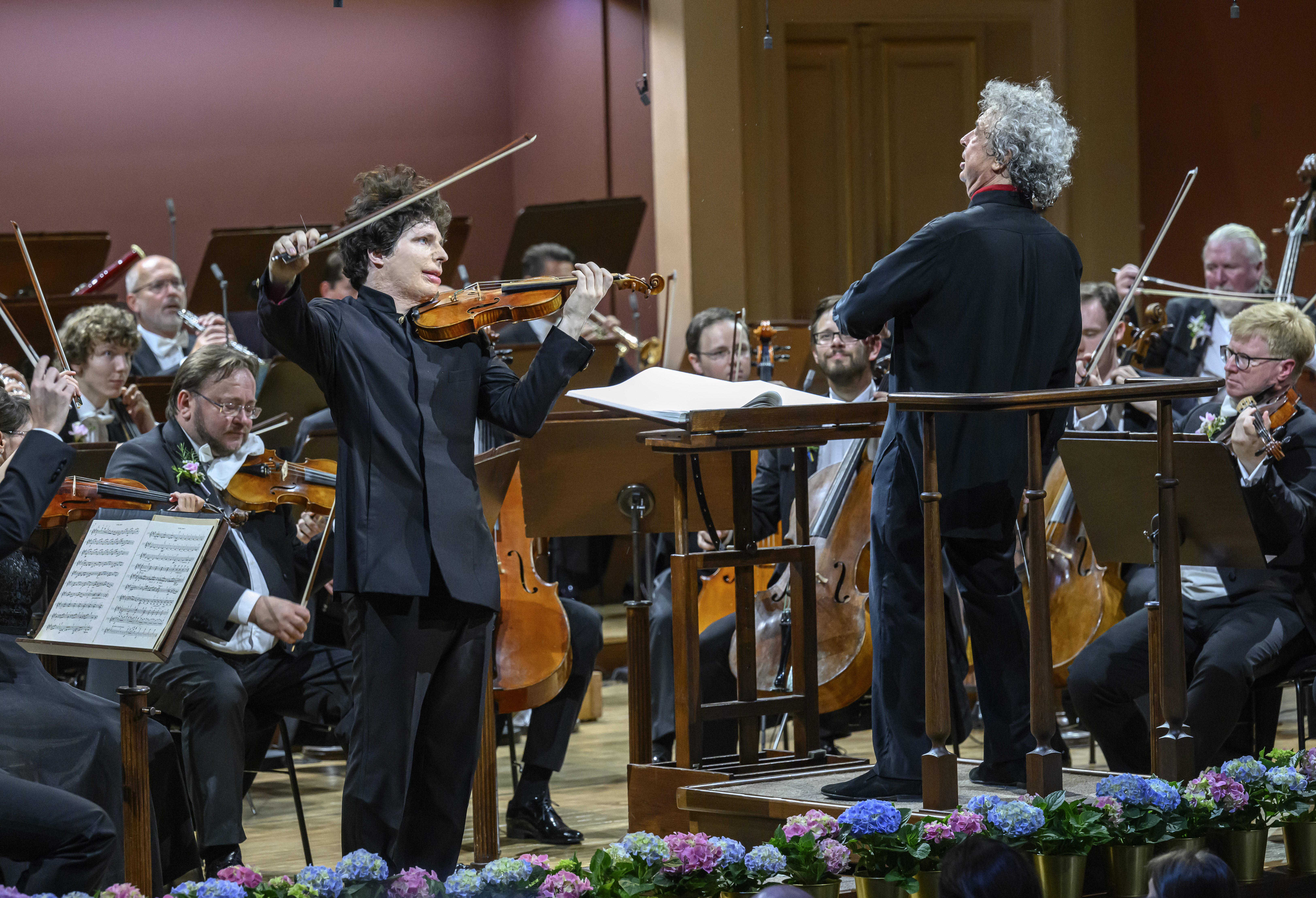
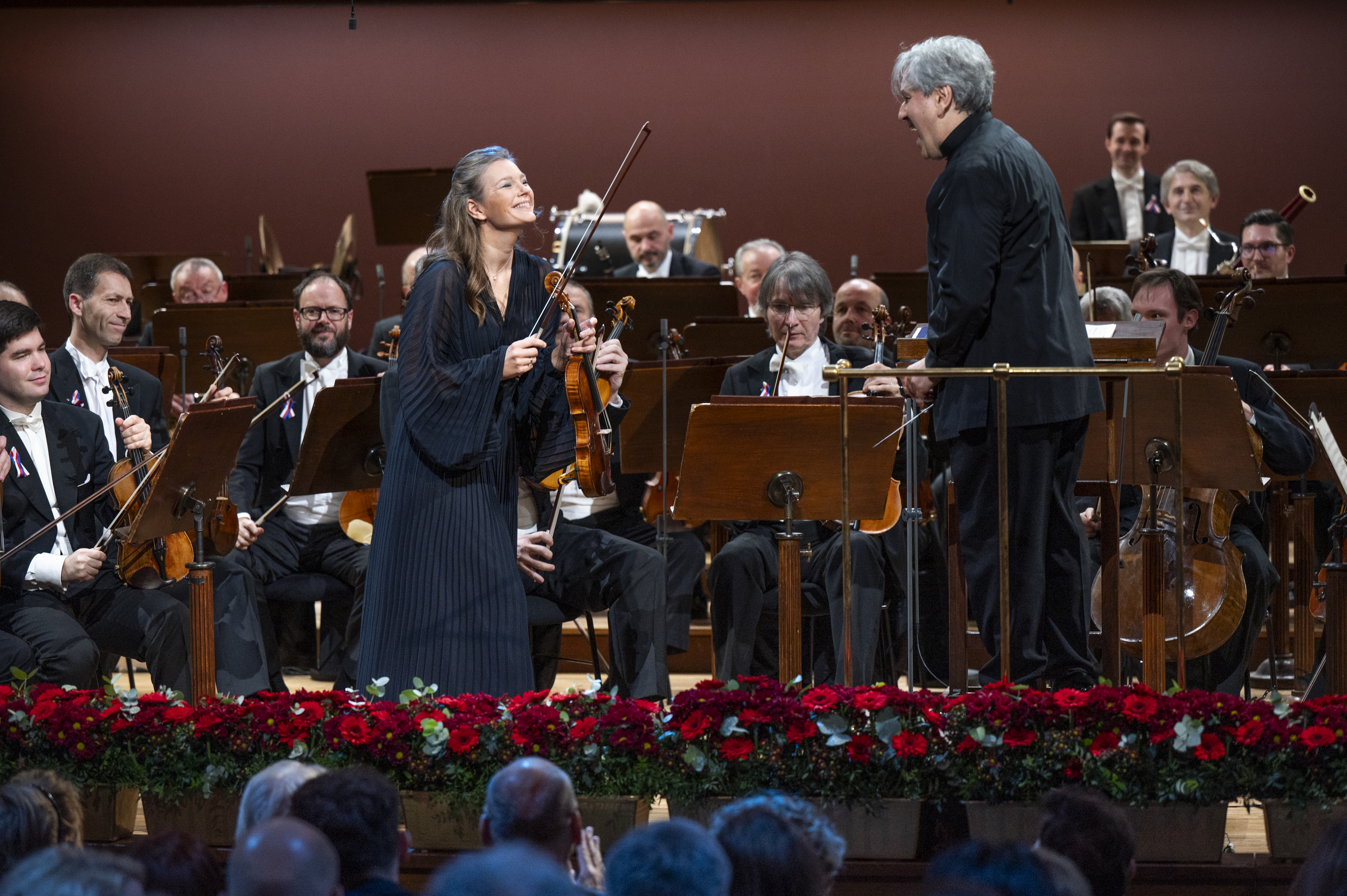
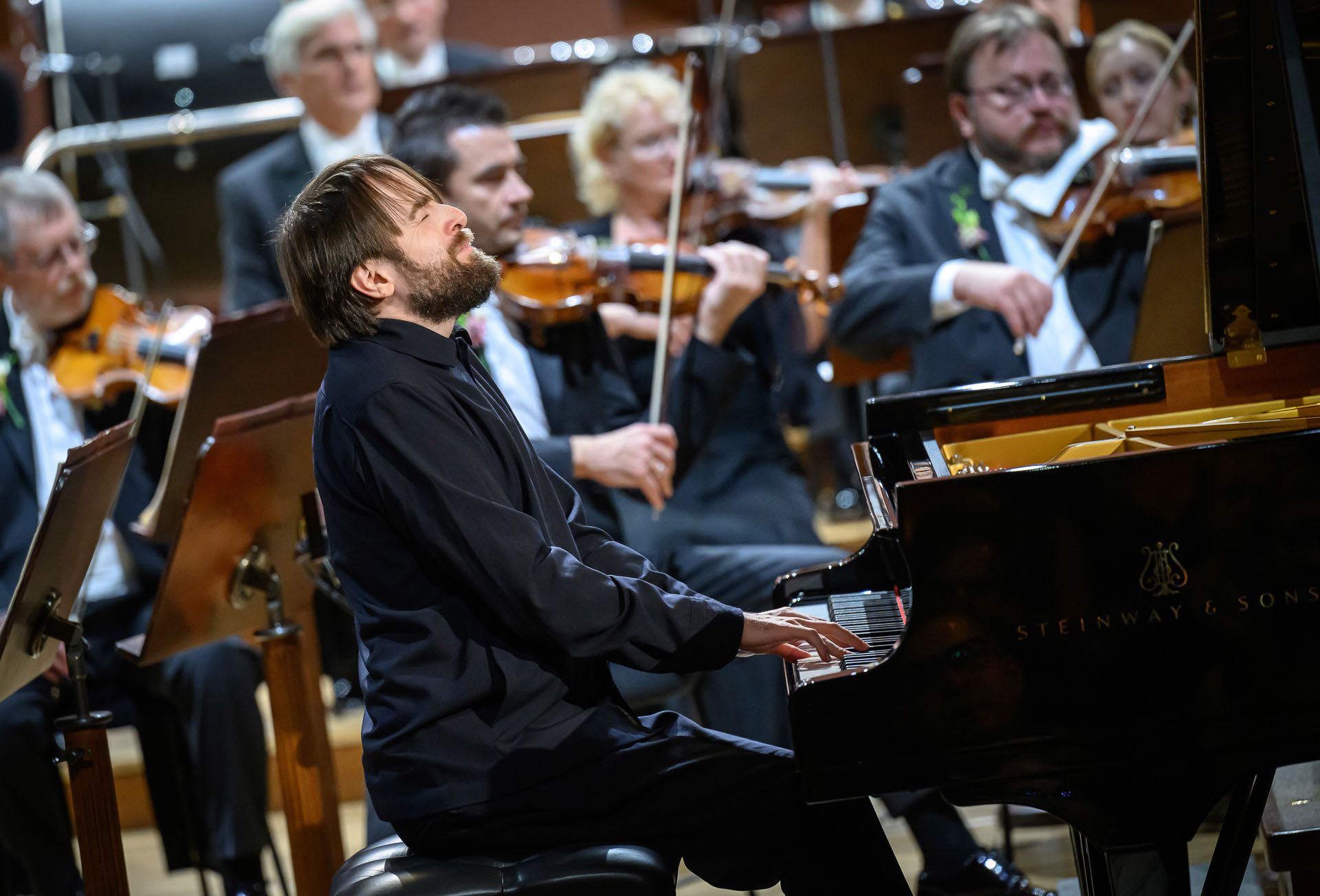

## Internationale Aktivitäten
Internationales Ansehen erlangte die Tschechische Philharmonie bereits zu Beginn ihres Bestehens. Wegweisend war ein Konzert in London im Jahr 1902. Dirigent Oskar Nedbal schrieb in einem Brief nach Hause: "Es ist das erste Mal, dass sich ein Orchester vom Kontinent für längere Zeit in London niederlässt. Man hört, dass die Londoner Philharmonie rasend ist vor Wut..."
In Europa ist heute die Tschechische Philharmonie regelmäßig zu Gast in Wien, Salzburg, Budapest, Amsterdam, Hamburg und Madrid. Jährlich tritt sie auch bei renommierten Sommerfestivals wie den BBC Proms, Kissingen Sommer und dem Elbphilharmonie Sommer auf.
Die erste Tournee nach Übersee – damals die umfangreichste Konzertreise, die je ein Orchester unternommen hatte – führte 1959 nach Australien, Japan, Neuseeland, China, Indien und in die Sowjetunion. Während die Philharmonie erst 2001 – nach 42 Jahren – wieder nach China zurückkehre, wurde sie in Japan so heimisch, dass ihre regelmäßigen Auftritte, unter anderem in der Suntory Hall in Tokio, zu einem festen Bestandteil der dortigen Konzertsaison geworden sind.
In die USA und nach Kanada reiste die Tschechische Philharmonie erstmals 1965 unter der Leitung von Karel Ančerl. Auf den amerikanischen Kontinent kehrte sie mehrfach zurück, die zehnte Jubiläumstournee absolvierte sie 2004 unter Andrej Boreyko. Der bisher größte Erfolg war ein dreitägiger Aufenthalt in der Carnegie Hall in New York im Jahr 2024.

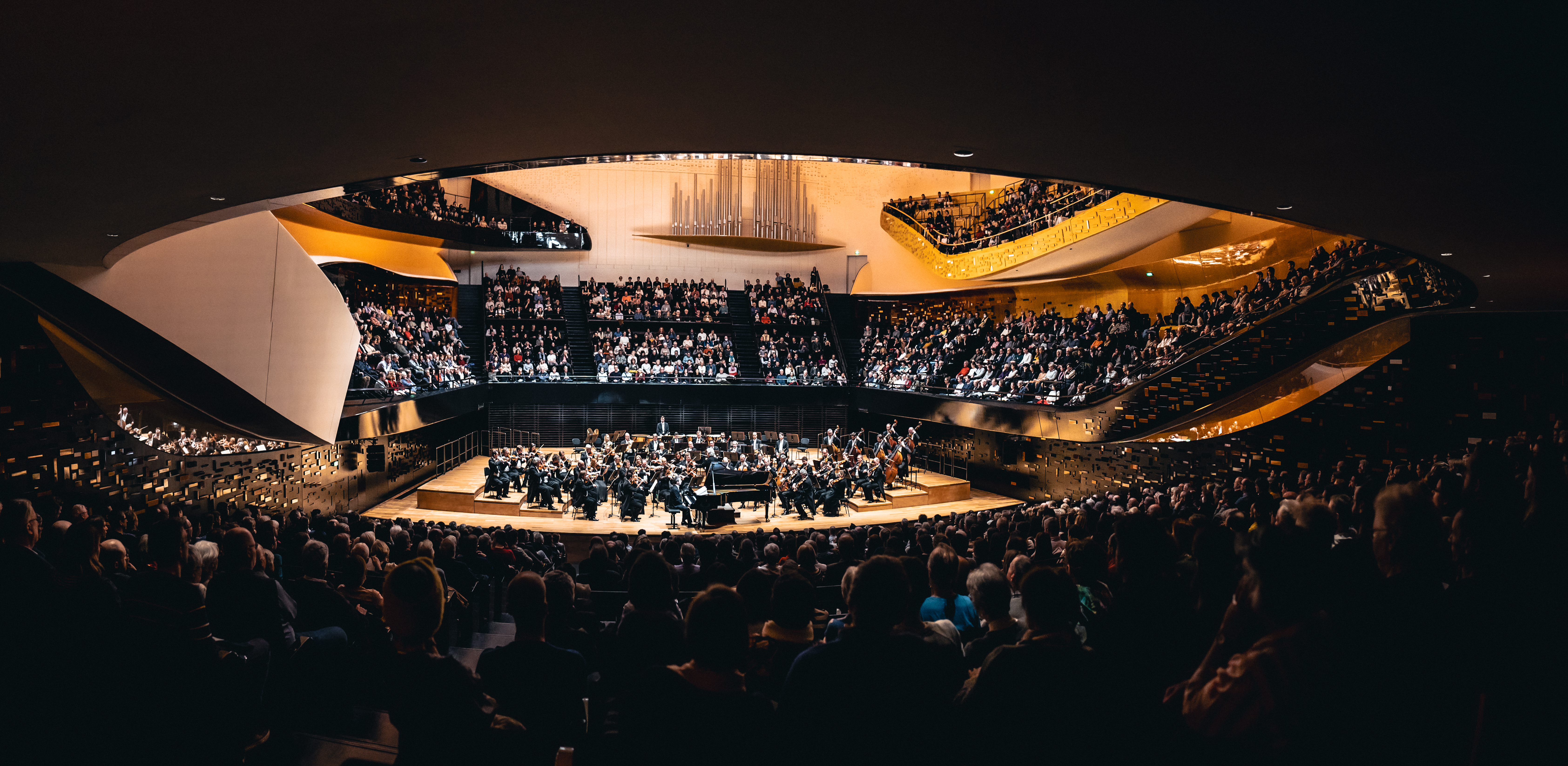
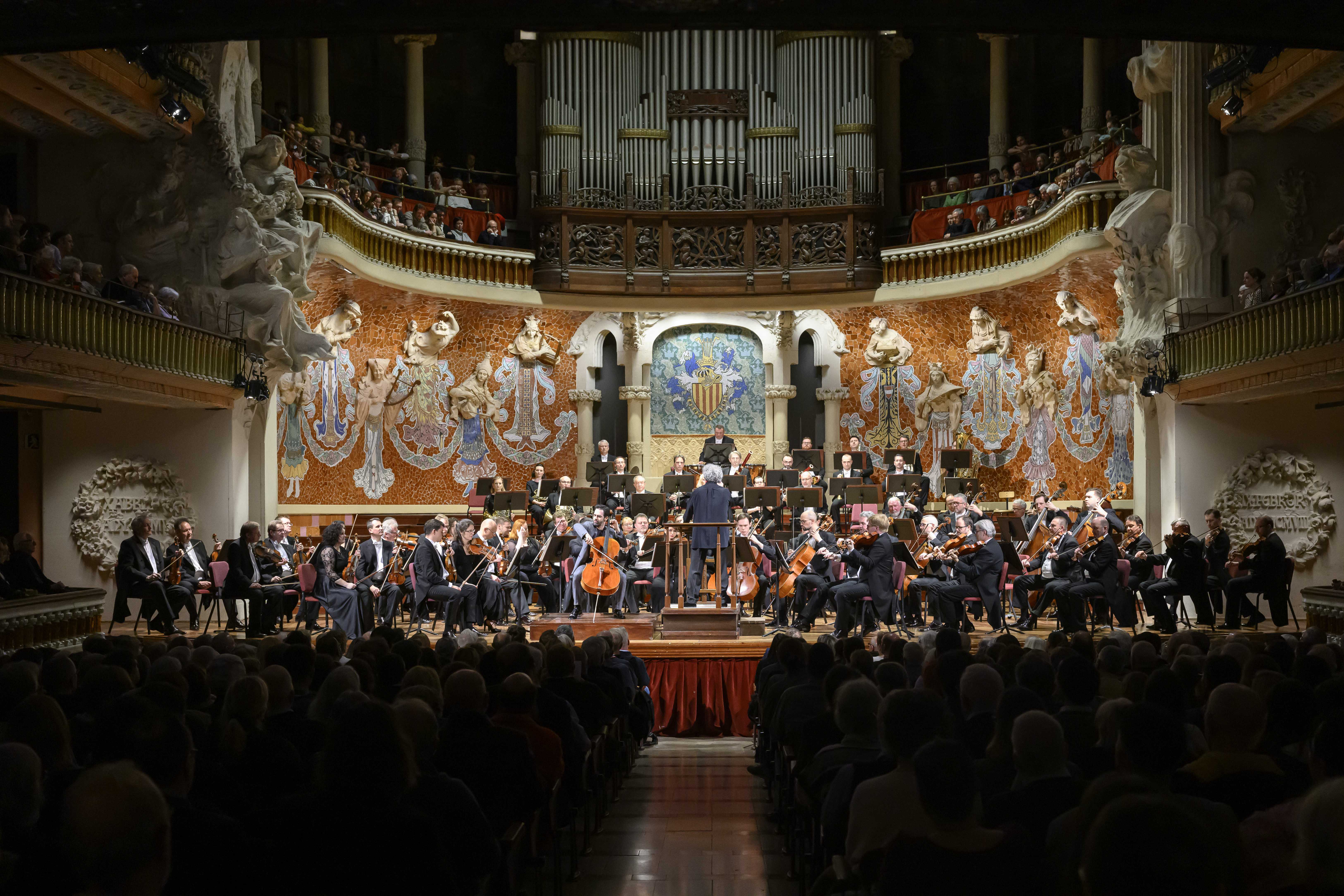
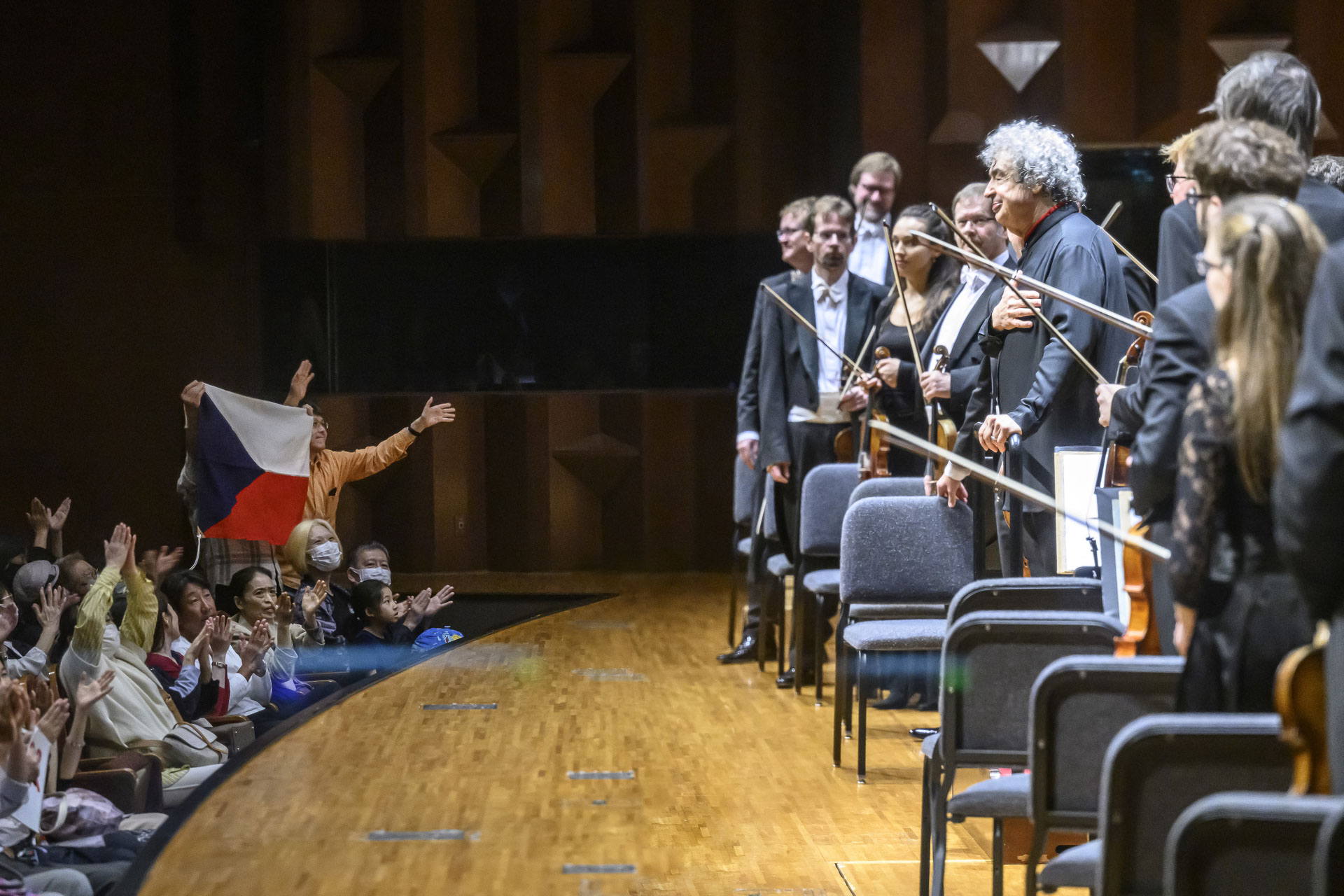

## Bildungsarbeit
Eine wichtige Aufgabe der Tschechischen Philharmonie ist neben dem Konzertbetrieb auch die musikalische Bildungsarbeit quer durch alle Generationen. In jeder Saison bietet sie Dutzende Workshops und kommentierte Konzerte an. Darüber hinaus widmet sie sich mehreren langfristigen Projekten, wie zum Beispiel dem Projekt Romano drom, im Rahmen dessen die Tschechische Philharmonie mit der Sängerin Ida Kelarová und dem Roma-Chor Čhavorenge zusammenarbeitet. Das Bildungsteam organisiert jährlich rund 300 Veranstaltungen für bis zu 50.000 Kinder, Jugendliche, Erwachsene und Senioren.
Die Institution engagiert sich langfristig in der Ausbildung und Förderung zukünftiger professioneller Musiker. Die Orchesterakademie bietet jungen talentierten Musikern die Möglichkeit, als vollwertige Mitglieder im Orchester mitzuwirken und wertvolle Erfahrungen an der Seite seiner besten Musiker zu sammeln. Raum für junge Talente bietet auch die Tschechische Studentenphilharmonie, ein Orchester aus Musikstudenten. Ein gemeinsames Orchester von Schülern der Kunstgrundschulen und der Tschechischen Philharmonie entsteht in enger Zusammenarbeit mit den Kunstgrundschulen in Tschechien.
Durch das Programm "Musik an Schulen" unterstützt die Tschechische Philharmonie auch Musiklehrerfortbildung, und präsentiert neue Formen und Ansätze für den Musikunterricht.

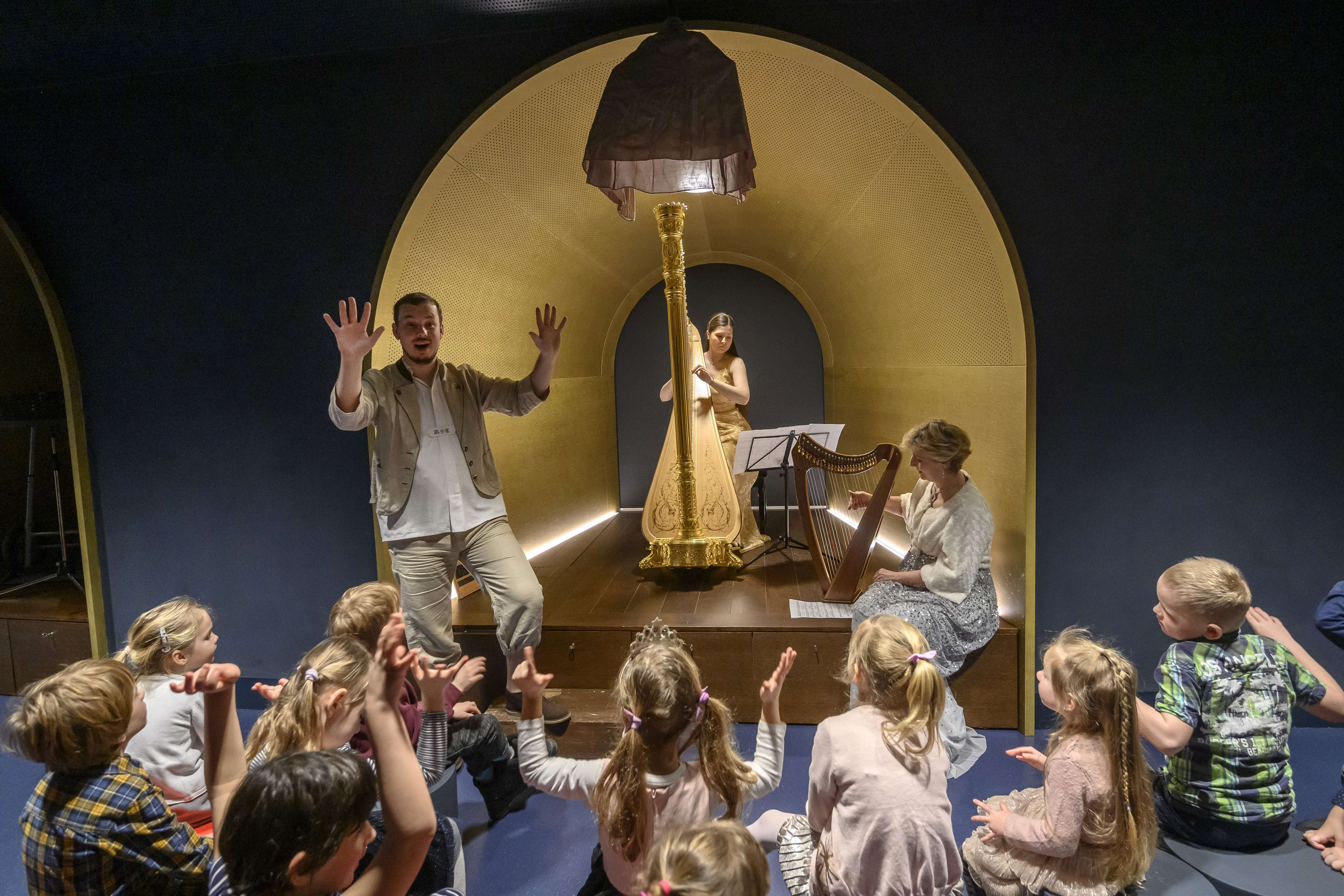
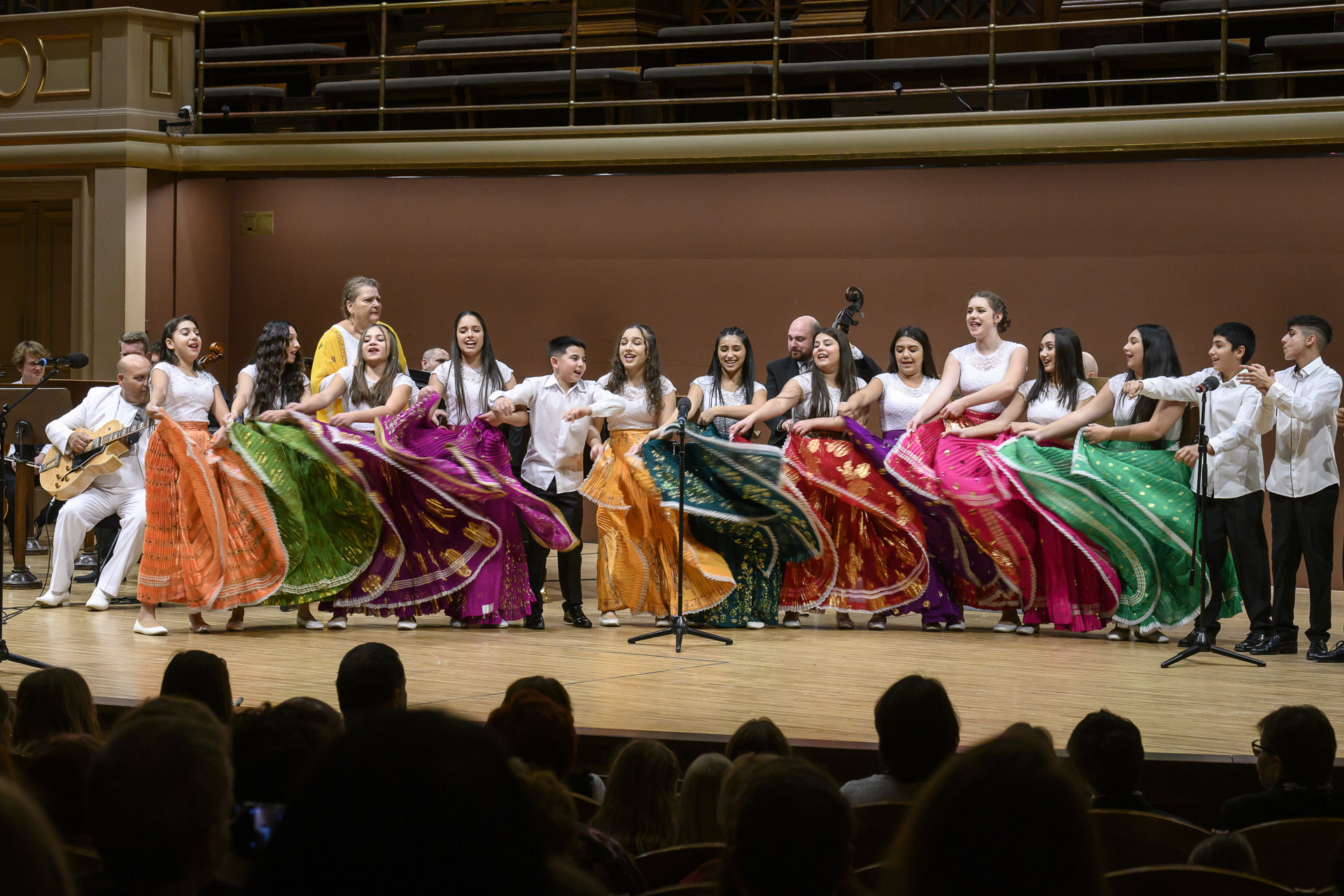
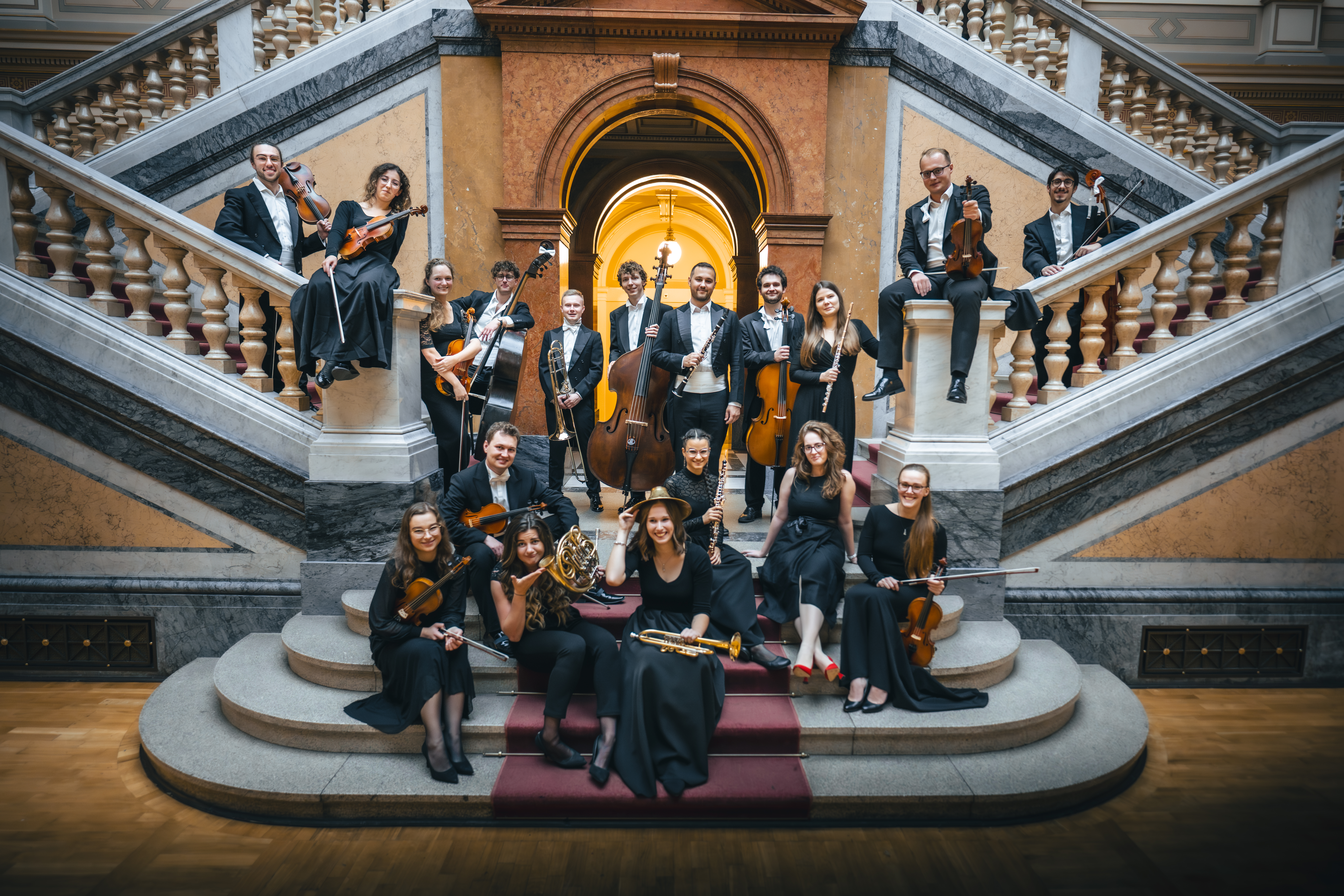

## Aufnahmetätigkeit
Aufgabe der Tschechischen Philharmonie ist es auch, aktuelle Interpretationen klassischer und moderner Musikstücke für heutige und zukünftige Generationen zu verewigen. Daher nimmt sie jedes Jahr mehrmals mit tschechischen und internationalen Plattenlabels auf.
Die allererste Schallplattenaufnahme des Orchesters erfolgte bereits 1929, als Václav Talich "Mein Vaterland" für das Label His Master's Voice aufnahm. Der Aufbau einer umfangreichen Diskographie setzte sich nach dem Krieg mit dem Label Supraphon fort, insbesondere mit Aufnahmen unter Václav Talich, Karel Ančerl und Jiří Bělohlávek. An die langjährige Zusammenarbeit mit dem tschechoslowakischen Label Supraphon knüpfte das Label Decca Classics an, bei dem die Serie "Antonín Dvořák: Complete Symphonies & Concertos" unter Jiří Bělohlávek veröffentlicht wurde. Die vollständige Aufnahme der Tschaikowsky-Symphonien, ebenfalls bei Decca erschienen, ist dem Engagement von Semjon Bytschkow zu verdanken.
Zu den jüngsten Aufnahmen zählt eine Serie von Mahlers Symphonien unter Bytschkows Leitung. Sie entstand in Zusammenarbeit mit dem Label PENTATONE und wurde weltweit von der Kritik positiv aufgenommen. Weitere Aufnahmen mit PENTATONE entstanden anlässlich des Jahres der tschechischen Musik 2024, darunter ein CD-Projekt von "Mein Vaterland" unter Semjon Bytschkow.

## Tschechischer Verein für Kammermusik
Im Rudolfinum wirkt im Rahmen der Tschechischen Philharmonie auch der Tschechische Verein für Kammermusik (ČSKH). Er wurde 1894 zur Unterstützung der Konzerttätigkeit des Tschechischen Quartetts gegründet und zählt heute zu den ältesten Musikinstitutionen in der Tschechischen Republik.
Die Saison des ČSKH besteht aus fünf Konzertreihen, deren Dramaturgie Werke renommierter Komponisten mit moderner Musik zeitgenössischer Künstler verbindet. Im Zyklus R treten die Künstler solo auf. So präsentierten sich dem Publikum unter anderem schon Daniil Trifonov, Janine Jansen oder Mitsuko Uchida. Jede Saison des Vereins hat ihren eigenen Kurator, der an der Programmgestaltung sowie der Auswahl der Gastmusikern mitwirkt. Für die 130. Saison ist dies der Dirigent, Komponist, Kontrabassist und Pianist Petr Popelka.

## Weitere Aktivitäten
Die Tschechische Philharmonie arbeitet regelmäßig mit Kunstinstitutionen im In- und Ausland zusammen, insbesondere mit dem Internationalen Filmfestival Karlovy Vary oder der Tanzgruppe Dekkadancers. Sie gibt auch ihre eigene Zeitschrift "Ladírna" heraus sowie den Podcast "Philharmonious" mit Interviews mit bedeutenden Persönlichkeiten der Musikszene.

## Chefdirigenten
- Ludvík Vítězslav Čelanský (1901–1902)
- Vilém Zemánek (1903–1918)
- Václav Talich (1919–1931)
- Václav Talich (1933–1941)
- Rafael Kubelík (1942–1948)
- Karel Ančerl (1950–1968)
- Václav Neumann (1968–1990)
- Jiří Bělohlávek (1990–1992)
- Gerd Albrecht (1993–1996)
- Vladimir Ashkenazy (1998–2003)
- Zdeněk Mácal (2003–2007)
- Eliahu Inbal (2009–2012)
- Jiří Bělohlávek (2012–2017)
- Semjon Bytschkow (seit 2018)[15]